# Agulla modesta
Agulla modesta är en halssländeart som beskrevs av Carpenter 1936. Agulla modesta ingår i släktet Agulla och familjen ormhalssländor.

## Underarter
Arten delas in i följande underarter:
- A. m. banksi
- A. m. adryte
- A. m. aphyrte
- A. m. aphynphte
- A. m. modesta